# UCI-Mountainbike-Weltcup 2004
Beim UCI-Mountainbike-Weltcup 2004 wurden durch die Union Cycliste Internationale Weltcup-Sieger im Cross-Country, im Downhill und im Four Cross ermittelt.
Insgesamt wurden im Cross-Country XCO sieben Rennen sowie im Downhill und im Four Cross jeweils sechs Rennen ausgetragen.

## Cross-Country

### Frauen Elite
| Rnd | Datum         | Ort              | Erste            | Zweite               | Dritte              |
| --- | ------------- | ---------------- | ---------------- | -------------------- | ------------------- |
| 1   | 23. Mai       | Madrid           | Gunn-Rita Dahle  | Irina Kalentieva     | Ivonne Kraft        |
| 2   | 30. Mai       | Houffalize       | Gunn-Rita Dahle  | Alison Dunlap        | Annabella Stropparo |
| 3   | 5. Juni       | Fort William     | Gunn-Rita Dahle  | Marie-Hélène Prémont | Kiara Bisaro        |
| 4   | 20. Juni      | Schladming       | Irina Kalentieva | Maja Włoszczowska    | Anna Szafraniec     |
| 5   | 27. Juni      | Mont Sainte-Anne | Gunn-Rita Dahle  | Marie-Hélène Prémont | Willow Koerber      |
| 6   | 3. Juli       | Calgary          | Gunn-Rita Dahle  | Mary McConneloug     | Annabella Stropparo |
| 7   | 19. September | Livigno          | Gunn-Rita Dahle  | Marie-Hélène Prémont | Maja Włoszczowska   |

Gesamtwertung
| Platz | Name                 | Punkte |
| ----- | -------------------- | ------ |
| 1.    | Gunn-Rita Dahle      | 1500   |
| 2.    | Marie-Hélène Prémont | 920    |
| 3.    | Annabella Stropparo  | 843    |
| 4.    | Irina Kalentieva     | 746    |
| 5.    | Alison Sydor         | 745    |
| 6.    | Mary McConneloug     | 605    |

### Männer Elite
| Rnd | Datum         | Ort              | Erster           | Zweiter          | Dritter              |
| --- | ------------- | ---------------- | ---------------- | ---------------- | -------------------- |
| 1   | 23. Mai       | Madrid           | Filip Meirhaeghe | Roel Paulissen   | Julien Absalon       |
| 2   | 30. Mai       | Houffalize       | Roel Paulissen   | Christoph Sauser | Julien Absalon       |
| 3   | 5. Juni       | Fort William     | Christoph Sauser | Roel Paulissen   | Filip Meirhaeghe     |
| 4   | 20. Juni      | Schladming       | Julien Absalon   | Bart Brentjens   | José Antonio Hermida |
| 5   | 27. Juni      | Mont Sainte-Anne | Filip Meirhaeghe | Christoph Sauser | José Antonio Hermida |
| 6   | 3. Juli       | Calgary          | Filip Meirhaeghe | Christoph Sauser | José Antonio Hermida |
| 7   | 19. September | Livigno          | Roel Paulissen   | Christoph Sauser | Iñaki Lejarreta      |

Gesamtwertung
| Platz | Name                   | Punkte |
| ----- | ---------------------- | ------ |
| 1.    | Christoph Sauser       | 1265   |
| 2.    | Roel Paulissen         | 1215   |
| 3.    | Jean-Christophe Péraud | 740    |
| 4.    | José Antonio Hermida   | 719    |
| 5.    | Filip Meirhaeghe       | 650    |
| 6.    | Julien Absalon         | 590    |

## Downhill

### Frauen Elite
| Rnd | Datum         | Ort              | Erste                  | Zweite                 | Dritte          |
| --- | ------------- | ---------------- | ---------------------- | ---------------------- | --------------- |
| 1   | 6. Juni       | Fort William     | Anne-Caroline Chausson | Sabrina Jonnier        | Helen Gaskell   |
| 2   | 13. Juni      | Les Deux Alpes   | Tracy Moseley          | Anne-Caroline Chausson | Sabrina Jonnier |
| 3   | 19. Juni      | Schladming       | Marielle Saner         | Sabrina Jonnier        | Vanessa Quin    |
| 4   | 26. Juni      | Mont Sainte-Anne | Sabrina Jonnier        | Kathleen Pruitt        | Céline Gros     |
| 5   | 2. Juli       | Calgary          | Céline Gros            | Sabrina Jonnier        | Tracy Moseley   |
| 6   | 18. September | Livigno          | Céline Gros            | Kathleen Pruitt        | Marielle Saner  |

Gesamtwertung
| Platz | Name            | Punkte |
| ----- | --------------- | ------ |
| 1.    | Céline Gros     | 1045   |
| 2.    | Sabrina Jonnier | 977    |
| 3.    | Marielle Saner  | 862    |
| 4.    | Tracy Moseley   | 762    |
| 5.    | Vanessa Quin    | 719    |
| 6.    | Helen Gaskell   | 644    |

### Männer Elite
| Rnd | Datum         | Ort              | Erster              | Zweiter           | Dritter        |
| --- | ------------- | ---------------- | ------------------- | ----------------- | -------------- |
| 1   | 6. Juni       | Fort William     | Greg Minnaar        | Cédric Gracia     | Samuel Hill    |
| 2   | 13. Juni      | Les Deux Alpes   | Steve Peat          | Cédric Gracia     | Mickaël Pascal |
| 3   | 19. Juni      | Schladming       | Gee Atherton        | Nathan Rennie     | Samuel Hill    |
| 4   | 26. Juni      | Mont Sainte-Anne | Steve Peat          | Samuel Hill       | Nathan Rennie  |
| 5   | 2. Juli       | Calgary          | David Vázquez López | Markolf Berchtold | Steve Peat     |
| 6   | 18. September | Livigno          | Fabien Barel        | Nathan Rennie     | Samuel Hill    |

Gesamtwertung
| Platz | Name                | Punkte |
| ----- | ------------------- | ------ |
| 1.    | Steve Peat          | 1085   |
| 2.    | Samuel Hill         | 907    |
| 3.    | Nathan Rennie       | 858    |
| 4.    | Cédric Gracia       | 764    |
| 5.    | Mickaël Pascal      | 751    |
| 6.    | David Vázquez López | 695    |

## Four Cross

### Frauen Elite
| Rnd | Datum         | Ort              | Erste                  | Zweite          | Dritte          |
| --- | ------------- | ---------------- | ---------------------- | --------------- | --------------- |
| 1   | 5. Juni       | Fort William     | Anne-Caroline Chausson | Tara Llanes     | Sabrina Jonnier |
| 2   | 13. Juni      | Les Deux Alpes   | Katrina Miller         | Sabrina Jonnier | Vanessa Quin    |
| 3   | 19. Juni      | Schladming       | Sabrina Jonnier        | Anneke Beerten  | Tracy Moseley   |
| 4   | 26. Juni      | Mont Sainte-Anne | Sabrina Jonnier        | Jill Kintner    | Tara Llanes     |
| 5   | 2. Juli       | Calgary          | Sabrina Jonnier        | Jill Kintner    | Tara Llanes     |
| 6   | 18. September | Livigno          | Jill Kintner           | Tara Llanes     | Katrina Miller  |

Gesamtwertung
| Platz | Name            | Punkte |
| ----- | --------------- | ------ |
| 1.    | Sabrina Jonnier | 220    |
| 2.    | Tara Llanes     | 140    |
| 3.    | Jill Kintner    | 130    |
| 4.    | Katrina Miller  | 115    |
| 5.    | Anneke Beerten  | 100    |
| 6.    | Céline Gros     | 65     |

### Männer Elite
| Rnd | Datum         | Ort              | Erster        | Zweiter            | Dritter         |
| --- | ------------- | ---------------- | ------------- | ------------------ | --------------- |
| 1   | 5. Juni       | Fort William     | Guido Tschugg | Samuel Hill        | Romain Saladini |
| 2   | 13. Juni      | Les Deux Alpes   | Wade Bootes   | Michal Prokop      | Cédric Gracia   |
| 3   | 19. Juni      | Schladming       | Karim Amour   | Kamil Tatarkovič   | Cédric Gracia   |
| 4   | 26. Juni      | Mont Sainte-Anne | Michal Prokop | Bas de Bever       | Brian Schmith   |
| 5   | 2. Juli       | Calgary          | Michal Prokop | Roger Rinderknecht | Eric Carter     |
| 6   | 18. September | Livigno          | Michal Prokop | Brian Lopes        | Cédric Gracia   |

Gesamtwertung
| Platz | Name             | Punkte |
| ----- | ---------------- | ------ |
| 1.    | Michal Prokop    | 220    |
| 2.    | Cédric Gracia    | 118    |
| 3.    | Guido Tschugg    | 109    |
| 4.    | Wade Bootes      | 95     |
| 5.    | Kamil Tatarkovič | 80     |
| 6.    | Bas de Bever     | 73     |